# Mesacmaea chloropsis
Mesacmaea chloropsis är en havsanemonart som först beskrevs av Agassiz in Verrill 1864.  Mesacmaea chloropsis ingår i släktet Mesacmaea och familjen Haloclavidae. Inga underarter finns listade i Catalogue of Life.